# Bembidion obscuromaculatum
Bembidion obscuromaculatum är en skalbaggsart som beskrevs av Victor Ivanovitsch Motschulsky. Bembidion obscuromaculatum ingår i släktet Bembidion och familjen jordlöpare. Inga underarter finns listade i Catalogue of Life.